# 판금갑

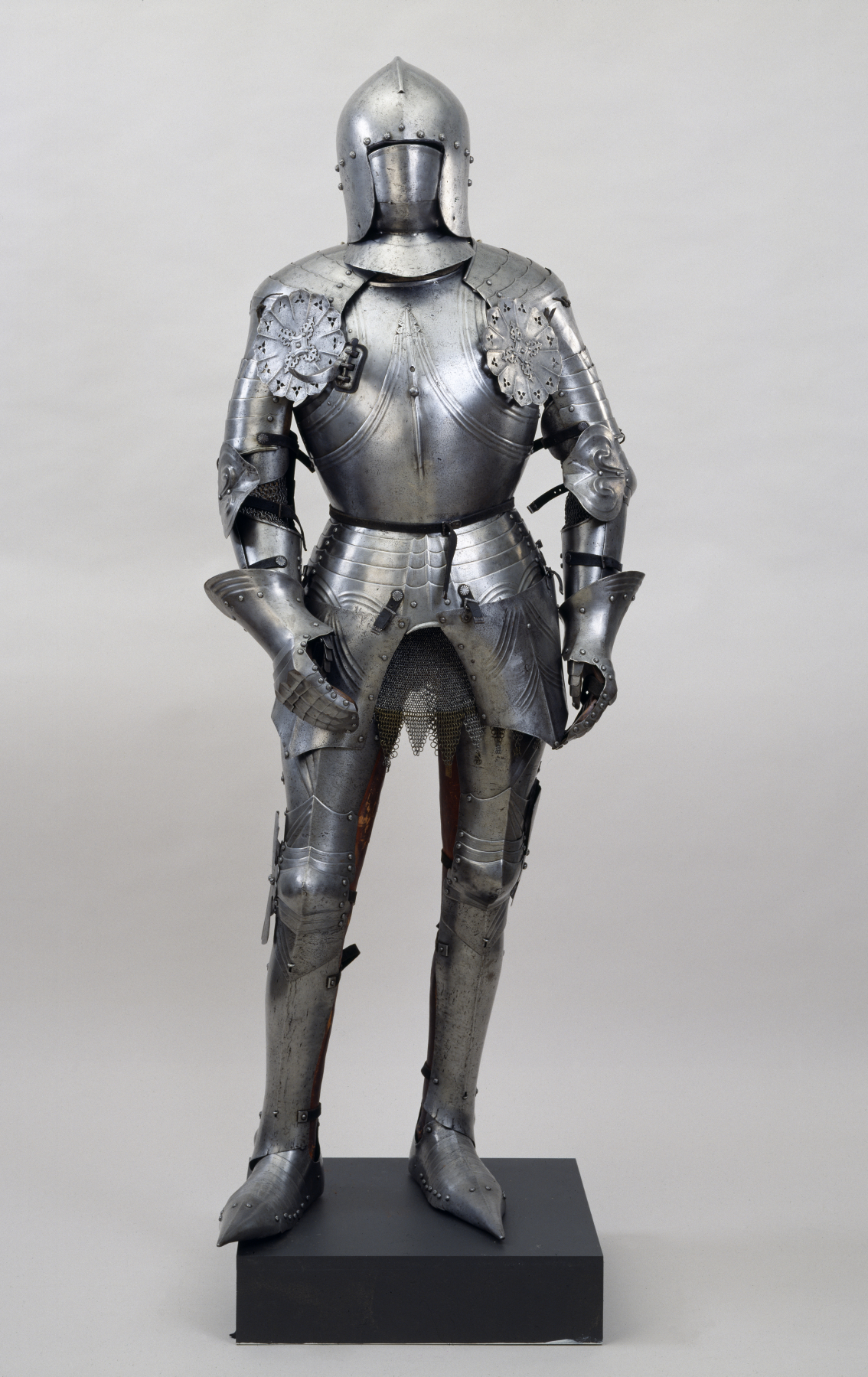
이탈리아 양식의 판금갑.

판금갑(板金甲, plate armour 플레이트 아머[*])은 곡면가공을 거친 철이나 강철판을 리벳 등으로 잇고, 담금질을 하여 만들며, 착용자의 전신을 둘러싸는 갑옷이다. 단순히 금속판을 사용한 갑옷은 고대 로마 시대부터 판갑의 형태로 존재했으나, 완전한 판금갑은 중세 말기 유럽에서 개발되었다.
유럽의 판금갑은 15세기 말에서 16세기에 이르러 그 절정에 이르렀다. 부르고뉴 전쟁과 이탈리아 전쟁의 전장에서는 고딕 판금갑이 널리 사용되었다. 대부분의 판금갑은 장다름 같은 중기병들이 착용했으나, 라이슬로이퍼나 란츠크네히트 같은 보병들도 기병들보다는 가벼운 3/4 판금갑(Three-Quarter Armour)을 착용했다. 이를 통칭 양산 판금갑(Munitions Armour)이라고 하는데, 무릎까지만 보호되거나 무릎이 보호되는 대신에 정강이 부분이 보호되지 않는 형태였다.
냉병기 시대가 만들어낸 방어기술의 결정체로, 유라시아 대륙의 갑옷들 중 최강의 방호력을 자랑했다. 화승총의 발달로 경번갑이 도태되는 상황에서도 판금갑은 우수한 방어능력으로 그 명맥을 유지했다. 그러나 전신을 둘러치는 판금갑의 사용은 17세기가 되어 사양세에 접어들었고, 수발식 머스킷의 발전에 따라 방호 면적이 점점 줄어들면서 1650년대쯤이 되면 대부분 가슴 일대 급소만 방어하는 흉갑으로 대체된다.

## 고대의 역사

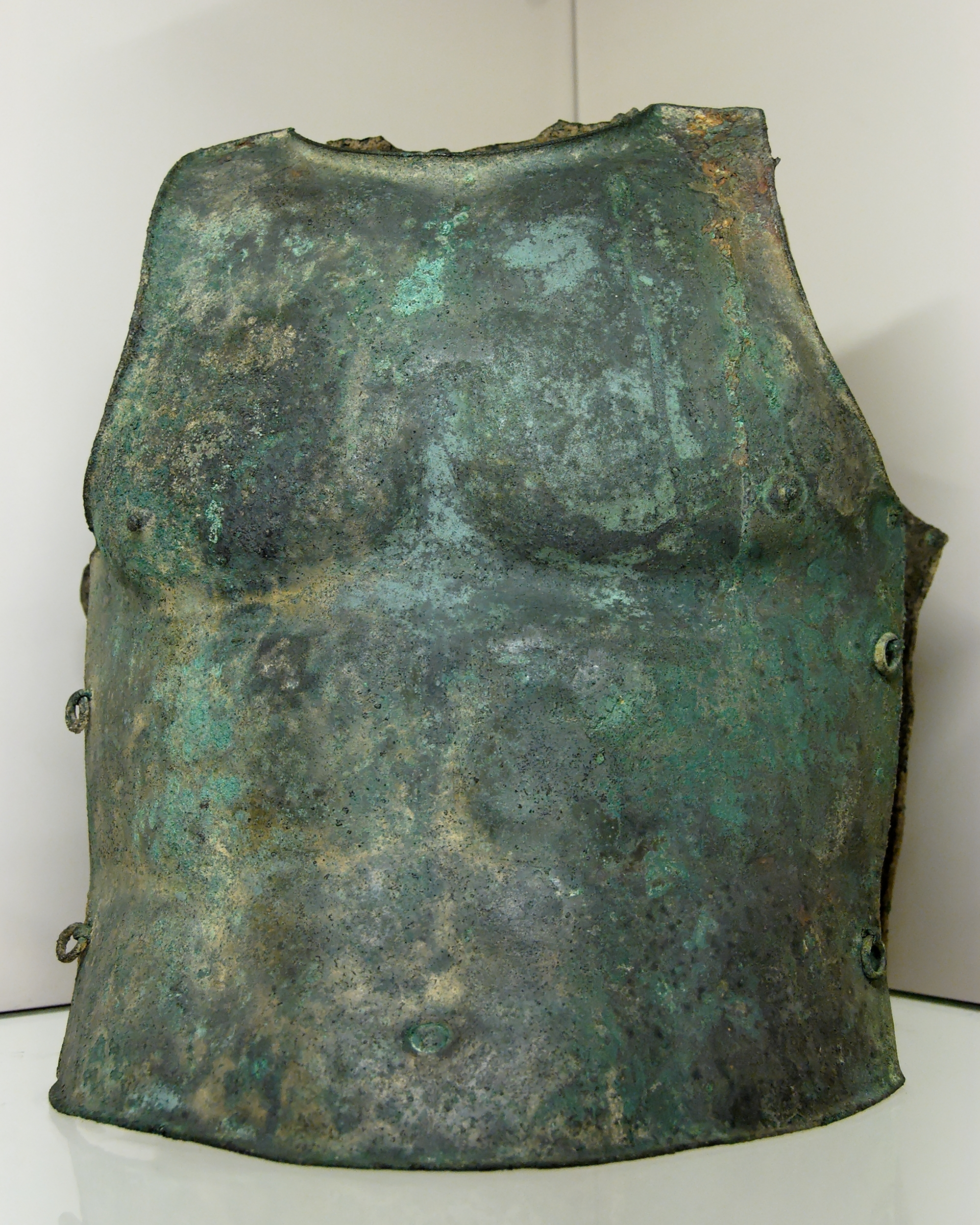
청동 근육형태의 흉갑, 이탈리아, 기원전 350-300년

판이 부분적으로 보호하는 갑옷, 가슴과 아랫다리를 보호하는 것은 고대의 그리스에서 근육형태의 흉갑과 그리고, 고대 로마에서 여러 장을 이어붙인 흉갑의 형태로써 존재하였는데, 생산 비용과 노동력을 이유로 로마 제국의 멸망과 함께 사용이 중단되었다. 파르티아 제국과 사사니드의 클리바나리로 알려진 중장기병들 역시 흉갑 또는 작은 판들이 중복된, 긴 소매(라틴: 마니카, manica)라는 것을 팔과 다리를 보호하기 위한 장비로 사용하였다.

## 중세 초기~중기의 역사

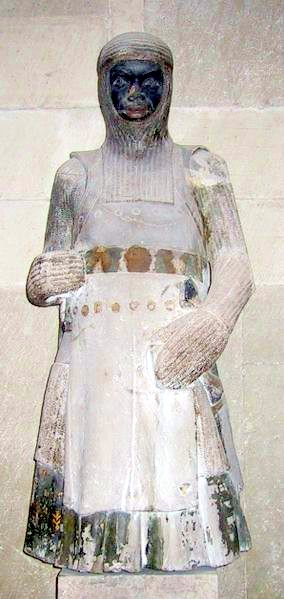
도이칠란트 마그데부르크 성당에 위치한 13세기 중반의 성 마우리스 동상에서 그는 완전한 쇄자갑 한벌 위에 두정갑을 갖추고 있다.

금속판들로 구성된 갑옷은 13세기 말에 다시 사용되었다. 이는 팔꿈치나 무릎 등의 관절과 정강이를 보호하기 위한 것으로, 주로 전신 쇄자갑을 보강하였다. 이를 과도기의 갑옷(Transitional Armour)이라고 부른다. 중세 중기 갑옷을 구성하는 판의 개수는 서서히 늘어나기 시작하여, 점차 몸을 보호하는 영역도 넓어졌다. 그리고, 기병의 말을 보호하기 위한 용도인 마갑에도 일부분이 사용되었다. 갑옷장이들은 갑옷미늘이나 갑옷을 구성하는 개개의 판을 관절화할 기술을 개발하여, 착용자가 유연하게 움직일 수 있도록 하였다.

## 중세 말기의 역사
1420년에 이르면, 독립적이고 완전한 한벌의 판금갑이 개발된다. 한벌의 판금갑은 투구(Helmet), 목 가리개(또는 턱받이, Bevor), 견갑(Pauldrons), 겨드랑이 가리개(또는 원반, Besagew, Rondel), 팔꿈치 받이(Couters), 완갑(Vambraces), 수갑(Gauntlet), 흉갑(Breastplate)과 배부갑(Backplate), 허리 바대(Faulds), 허리-허벅지 받이(Tassets) 또는 허리-허벅지-엉덩이 가리개(Culet), 쇄자갑 치마, 허벅지 받이(Cuisses), 무릎 받이(Poleyns), 정강이 받이(Greaves), 그리고 발 받이(Sabatons)들로 구성되어 있다.
아주 잘 갖추어진 판금갑의 경우는 흔히, 부속물(Exchange Piece)로 알려진 것이 있는데, 이는 실전과 연습, 경기 등 용도에 따라 맞추어 바꿀 수 있는 부품이다. 보다 높은 방호력과 내구성이 요구되는 부분이나 환경에서 장착하였다.
중탄소강을 단조하고, 담금질을 거친 완전한 판금갑은 그 무게가 15-25 kg에 안착하였다. 착용자는 이렇게 중무장을 하고도 매우 민첩했고, 뛰고, 뛰어넘고, 그리고 그 외에는 갑옷의 부품이 유기적으로 잘 연결되어 있어 무게가 전신으로 분산되었기 때문에 자유롭게 움직일 수 있었다. 이 갑옷은 사람의 몸을 전신에 걸쳐 보호하면서도 잘 관절화가 되어있었다. 15세기 말부터 16세기까지, 중무장 병사는 적게는 천에서 만명 이상(전체 군대의 60%가량)에 이르렀는데, 그들은 보투를 하면서도 완전한 판금갑으로 무장하였다. 궁수와 쇠뇌수는 이보다 조금 더 경무장을 하였다. 이것은 특히 백년전쟁, 장미전쟁, 이탈리아 전쟁기간 동안의 잉글랜드와 프랑스 등, 서유럽의 군대들에게서 보여지는 경향이다.
유럽의 갑주제작 기술은 북부 이탈리아, 특히 밀라노와 그리고 도이치 서부에서 선도하였다. 이 둘은 어느정도 다른 유행이었다. 하지만, 갑주장이들의 빈번한 시도에 의해 유럽에 널리 퍼지게 되었다; 근세의 그리니치 양식의 갑옷은 런던 근처에 왕립 공방을 두고 있었는데, 이는 이탈리아와 벨기에의 양식을 모방하거나, 그리고 주로 도이치장이 등을 불러다 만든 것이다. 그리고 이는 머지않아 잉글랜드의 독자적인 양식으로 발전하게 된다.
오스만 투르크 역시 판금갑을 널리 사용하였지만, 의도적으로 쇄자갑의 비중을 더 높였다. 이는 오스만 투르크의 친위대와 같은 충격 보병 사이에서 선호되었다.

### 무기 발달에 대한 영향
판금갑은 검의 베기에 사실상 무적이었다. 또한, 판금갑은 단창이나 장창의 찌르기로부터 착용자를 잘 보호하고, 그리고 도끼나 망치 머리를 지닌 무기에 대해서도 상당한 방어력을 제공하였다.
판금갑의 발전은 공격 무기의 설계 역시 앞당기게 하였다. 이러한 갑(甲)은 베기와 찌르기, 그리고 때리기에 매우 효과적이었지만, 이의 약점 부위는 취약점을 찌르기 위해 설계된 장대도끼(Poleaxe), 미늘창(Halberd), 그리고 끝이가는 장검 등에 의해 공략될 수 있었다. 판금갑에 대한 활살과 쇠뇌살의 효과는 아직까지 논쟁의 중점에 있다. 그러나, 최근 왕립 무기고의 실험에 따르면, 이들 투사체는 근거리에서 아주 드물게는 휘어들어가게 하였다고 하며, 이는 갑옷의 불룩한 구조와 내갑의 등으로 인하여 착용자에게 실질적인 피해를 줄 수준이 아니었다. 14세기의 판금갑의 발명은 다양한 장병기(Polearm)의 발전역시 야기했는데, 이 무기들은 강한 충격을 전달할 수 있도록 설계되었고, 힘을 좁은 면적으로 실으므로 판금갑의 안쪽에 어느 정도의 충격을 줄 수 있었다. 철퇴(Mace), 전투망치(Warhammer), 그리고 망치 머리를 지닌 장대도끼(Poleaxe)들은 갑옷의 안쪽에 둔상을 일으킬 위력이 있었다.
요철이 된 판금갑은 장식만이 아니다. 그러나, 금속판을 강화하여 베기또는 둔격으로부터 휘어들어가는 것에 대해 저항하였다. 이것은 찌르는 것을 상대로도 역시 상쇄하는 성향을 보여주었다. 그리고, 둥글고 매끈 표면을 타고 빈틈으로 미끄러져 들어오는 공격을 멈추어주었다. 때문에, 테두리는 다양한 형태로 접혀있다. 도이칠란트의 갑주 검술에서는, 공격자는 약점 부위에 집중할 것을 언급한다. 이는 무장을 하지 않은 검술에서와는 매우다른 면모를 보인다. 이러한 약점때문에, 과도기 갑주의 아래에는 쇄자갑 상의를 착용하였다. 후기에 완전한 한벌의 판금갑이 등장하면, 이는 쇄자갑이 겨드랑이나 사타구니 등을 가리는 형태로 축소된다. 이는 각각 쇄자갑 조각(Gousset), 치마(Skirt), 샅가리개(Brayette) 등으로 불린다.

## 근세의 역사
도이칠란트에서 막시밀리안(Maximillian Armour)이라고 부르는 16세기 초의 것은 꼼꼼히 요철이 된 갑옷이다. 일부 산성부식을 이용한 장식이 된, 그리고 이후의 화려한 갑옷들에 비해 꾸미지않은 15세기의 백갑옷(White Armour)의 사이에 위치한 갑주이다. 그 형상은 이탈리아 양식의 것들을 포함하고 있다. 이 부류는 또한, 셀릿(Sallet)과 바버트(Barbute)를 사용하였던 15세기와는 대조적으로 폐쇄형 투구(Armet, Closed Helmet)를 사용하고 있다. 16세기 초에 이르러, 투구와 목 가리개(Gorget)의 설계는 뉘른베르크(Nürenberg) 갑옷의 형태로 바꾸어 생산되었다. 이것의 대부분은 기술과 설계의 걸작이었다.
화기가 더 나아지고, 더 일반적인 보급이 이루어짐에 따라, 전신갑주의 유용성은 점차 줄어들었다. 그리고, 완전한 한벌의 갑옷은 마상창시합을 용도로 한정 생산되었다. 이는 꾸준히 발전하고 있었다. 훌륭한 갑옷의 장식은 이 시기에 굉장히 증가하는 추세였다. 당시의 모든 기술을 동원하였고, 그리고 비용을 더 늘리게 되었다. 정교하게 장식이 된 판금갑은 왕족과 부자들을 위한 것으로 생산되었다.
고도로 장식이 된 갑옷은 간혹 가두 행진을 위한 갑옷으로 불린다. 이런 갑옷은 종종 군사 활동에서 사용되었다고 잘못 해석되기도 한다. 하지만, 야전용 갑옷(Field Armour)역시 이러한, 혹은 이에준하는 장식이 있던 것으로 보아, 장식이 된 것이 반드시 가두 행진을 위한 갑옷이라고 할수는 없다. 프랑스의 앙리 2세를 위한 1555년의 강철 판금갑은 그을림(Blueing), 은도금(Silvering), 금도금(Gilding) 등으로 세심하게 장식된 것이다.
이는 예술가들과 함께 갑주장이들에게 상당한 노력을 요구하거나, 그들만의 예술적인 기량을 요구하였는데; 다른 대안으로는 종종 장식품이나 그림으로부터 설계를 착안하는 것이 있었다. 다니엘 호퍼는 갑옷의 금속판을 산부식을 통해 장식을 하는 훈련을 받은 사람이다. 다른 예술가들로는 갑옷을 설계하는데 능통한 '젊은 한스 홀바인'과 필리포 네그롤리 등이 선구주자였는데, 이들은 갑옷에 선명한 장식을 하는데 있어서 가장 유명한 제작자들이었다.
갑옷의 방어력이 경감하게 되는것에 대한 예외로, 대항해시대가 열리면서, 유럽인들이 맞닥뜨리게 된 지역에는 여전히 화기가 없었다. 스페인의 정복자들은 이를 통해 갑옷이 매우 효과적(사람과 말 모두에게)이고, 아메린디안들에게 겁을 줄 수 있음을 발견하게 되었다. 그리고, 초기 북아메리카 식민시대 갑옷의 몇 부분은, 특히 투구와 흉갑(배부갑을 제외한 경우로 Breastplate)가 계속해서 착용되었다.

### 보병
방어범위가 감소한 판금갑은 일부 투구(Burgonet, Cabasset, Morion 등), 흉갑(Breastplate), 수갑(Gauntlet) 등을 포함한다. 16세기의 용병들 사이에서도 유명했고, 그리고 많은 참조 문헌에서 이르기를, 양산 판금갑이라 불리는 것들은 비용 절감을 위해 보병에게 주문되곤 하였다. 이런 대량생산형 갑옷들은 종종 무거웠고, 그리고 지휘관을 위해 제작된 갑옷들보다 낮은 품질의 금속을 사용하였다.

## 근대의 역사
판금갑은 17세기 말의 이전까지 모든 군대에게, 보병과 용기병, 흉갑기병, 반창기병, 폴란드의 경기병 등 기병들 사이에서 널리 사용되었다. 16세기의 보병 갑옷은 1600년 사보이 양식의 3/4 판금갑이 사용되었다.
완전한 한벌의 판금갑은 생산하기에 비싸고, 그에 따라 사회 상류층에게 제한되었다; 호화로운 장식이 된 한벌의 갑주는 전장에서의 군사적인 유용성으로 인해 18세기까지 귀족과 장군의 의복 유행으로 남았다. 이보다 더 후기에는 값싼 화승총의 도래에 사용이 중단되었다.
강력한 화기의 발달은 질 좋은 갑옷을 제외하고 거의 모든 갑옷을 더 이상 쓸모가 없는 장비로 만들었다. 증가한 화력과 그리고 화기의 유용성, 그리고 국가단위로 지원을 받는 보병들의 경우, 비용의 절감과 기동성의 향상을 위해 방어구 비착용을 선호하기 시작하였다. 가장 첫번째는 다리 방어구였다. 이는 가죽장화로 대체되었다. 18세기의 초에는 오직 육군 원수와 지휘관들, 그리고 왕족만이 실용성보다는 계급의 상징으로 전쟁터에서 완전한 한벌의 판금갑을 갖추었다. 이런 것은 18세기의 중반인 늦은 바로크 시대까지 지속되었다. 하지만, 이러한 전통역시 점차 사라져가게 된다. 이와같이, 1739년의 '위대한 프레드릭'의 그림에서는 여전히 그가 갑옷으로 무장하고 있지만, 후기의 그림에서 그가 7년 전쟁(1760년)에서의 지휘관으로 있을 시기엔 갑옷이 없는 것으로 묘사된다.
몸을 보호하는 장비는 흉갑기병들 사이에서 19세기, 그리고 1차 세계대전의 초기까지 사용되었다. 이 시기의 흉갑은 전통적인 중세 말기의 것에서 유래하였다. 19세기 중반 동안에는 유산탄을 막기위하여 방탄복의 아래에 삽입되었다.

## 현대의 역사
나폴레옹, 프랑스, 도이치, 그리고 브리튼 기병의 갑옷들은 프랑스 흉갑기병들이 무장한 적들을 파리 바깥에서 상대하던 19세기부터 1차 세계대전까지 활발하게 사용되어왔다.
방탄복은 남북전쟁이 발발했을 때에도 성공적으로 사용되었다. 전쟁동안에 양측은 유산탄을 막기위한 용도로 실험을 하였지만, 브루스터 호신용구를 북 아메리카의 새로운 방탄복으로 봉헌하게 되어, 더 이상 널리 생산되지 않게되었다. 프랑스의 장군인 아드리안은 복부받이를 제공하였는데, 이는 가볍고(2 pound로, 약 900 gram) 착용하기가 편리했다. 상당 수의 브리튼 장교들은 효과적인 방어구가 있다면, 많은 사상자를 모면할 수 있음을 알게되었다.
"방탄조끼"가 갑옷의 용어로서 최초로 사용된 시기는 바로 윌킨슨 검이라는 회사가 2차 세계대전 동안에 왕립 공군을 전투기의 잔해나 유산탄으로부터 보호하는 것을 돕기위하여 개발하면서부터이다.   붉은 군대역시 강철제 방탄갑옷을 사용하였다. 이는 흉갑 형태로, 전투 공병, 그리고 돌격병에게 지급되곤 했다.
2차 세계대전 이후에는, 강철 판들은 곧 인조섬유로 만든 조끼들로 대체되고, 1950년대에는 탄화 붕소, 탄화 규소, 산화 알루미늄 등으로 제작된 것으로 대체된다. 이러한 것들은 베트남 전쟁에서 저공비행을 하는 UH-1, 그리고 UC-123 등의 기수들이 착용하였다. 인조섬유인 케블라는 1971년에 소개되었고, 이후의 거의 모든 방탄 조끼들은 케블라를 주된 재료로 삼았다. 하지만 충격을 흡수하고 둔상으로부터 착용자를 보호하기 위하여 방탄판이 여전히 사용되었다. 이러한 방탄판들은 세라믹이나, 강철, 티타늄(타이타늄), 또는 인조 재질로 만들어졌다.

## 같이 보기
- 갑옷